# Kuressaarei vár
A kuressaarei vár (észtül: Kuressaare linnus; németül: Schloss Arensburg), más néven kuressaarei püspöki kastély (észtül: Kuressaare piiskopilinnus), egy kastély a nyugat-észtországi Saaremaa szigetén fekvő Kuressaare városában. Ez a balti országok egyetlen erődítménye, amely jelentősebb építészeti átalakítások nélkül teljes épségben fennmaradt. A vár szerepel Észtország javasolt világörökségi helyszíneinek a listáján.

## Története
Az erődítmény építése szorosan összefüggött a Német Lovagrend észtek elleni harcával. 1227-ben az utolsó észt megye, Saaremaa is megadta magát a német keresztes lovagoknak. Läänemaa és a nyugat-észak-észt szigetekből 1228-1234 között egy kis feudális állam alakult: ez volt a Saare-Lääne (Oesel-Wiek) püspökség, mintegy 7600 négyzetkilométeres területtel. A püspökség központja 1265 óta Haapsalu volt. Az idegen uralom hatása a szigetre nem volt olyan erős, és a szigetlakók megtartottak bizonyos kiváltságokat. Ennek ellenére állandóan voltak a felkelések és lázadások, az egyik legkiterjedtebb 1260-ban tört ki. Nem sokkal azután, hogy a lázadókat megadásra kényszerítette, a másik helyi feudális állam, a Kelet-Saaremaa és Muhu szigetét birtokló Kardtestvérek rendje megkezdte a pöidei erődítmény építését. Lehetséges, hogy Kuressaare legrégebbi kőerődítménye – a püspök számára épített castell típusú erődítmény – ugyanebben az időben, az 1260-as évek első felében épült. Az első dokumentált adatok Kuressaare váráról csak 1381-ből származnak.
Egyes források szerint az első várat fából építették. Mivel Saaremaa lakói kemény ellenállást tanúsítottak a keresztényre térítésükre irányuló idegen törekvésekkel szemben, a várat minden bizonnyal a keresztes lovagok szélesebb körű, a sziget feletti ellenőrzés megszerzésére irányuló erőfeszítéseinek részeként építették.
A vár építése 40 évig tartott. Az épület háromszintes és két toronyból áll - a Védelmi toronyból és a magasabb Őrtoronyból. Ez utóbbi csak a 16. században kapott tetőt. A várat impozáns falak vették körül, amelyek részben megmaradtak. A falat szegélyező ágyútornyok egyikét, amelyet eredetileg az 1470-es években építettek, mára helyreállították. Kuressaare a püspökség egyik legfontosabb vára maradt egészen annak a livóniai háború alatti felbomlásáig.
1559-ben Dánia-Norvégia átvette az ellenőrzést Saaremaa szigete és Kuressaare vára felett. Ez idő alatt az erődítményeket korszerűsítették. A brömsebrói békét követően, amely véget vetett a Svédország és Dánia-Norvégia közötti 1643-1645-ös Torstenson-háborúnak, Saaremaa svéd kézbe került. A svédek 1706-ig folytatták a vár modernizálását, négyszögletű csillagerőddé átépítve azt, amelyet korszerű olaszbástyákkal láttak el a négy sarkán. A nagy északi háborút követően Saaremaa és Kuressaare vára az Orosz Birodalom része lett.
Ahogy az Orosz Birodalom határai fokozatosan nyugatabbra tolódtak, Kuressaare elvesztette stratégiai értékét. Különösen a finn háború és Lengyelország harmadik felosztása után a katonai figyelem Észtországról eltolódott. A kuressaarei orosz helyőrség 1836-ban, az Ålandon található Bomarsund-erőd megépítését követően kivonult Az a tény, hogy a kuressaarei várat nem alkalmazták a krími háborúban harcoló seregek, szintén a stratégiai jelentőségének elvesztését jelzi. A 19. században a kastélyt szegényházként használták.
A kastélyárkot körülvevő árnyas parkot 1861-ben alakították ki, és a parkban és környékén néhány szép, fából készült üdülőépület található, nevezetesen az 1899-ből származó fürdőterem (Kuursaal), amely ma étteremként működik, valamint a szomszédos, 1920-ból származó zenepavilon. 1904-12-ben a kastélyt Karl Rudolf Hermann Seuberlich és Wilhelm Neumann építészek restaurálták. 1941-ben a kastélyt a megszálló szovjet csapatok erődítményként használták, és 90 civilt végeztek ki az udvarán. Az ezt követő náci invázió és megszállás során több mint 300 embert öltek meg a kastély területén.
1968-ban második felújításon esett át, ezúttal Kalvi Aluve építész vezetésével.
A Szovjetunió összeomlását követően az erődítmény az újra függetlenné váló Észtországhoz került. Ma a várat turisztikai célokra hasznosítják, a kastélyában található a Saaremaa Múzeum.

## Építészeti jellemzői
Kuressaare várát Észtország legjobban megőrzött középkori erődítményének tartják. A vár késő gótikus stílusú, és a formák egyszerűsége jellemzi. A központi, úgynevezett kolostorépület egy központi udvar körüli négyzet alakú épület. Az északi sarokban található úgynevezett védőtorony 37 méter magas. Az 1980-as években helyreállították az épület tetején végigfutó gyilokfolyosót, amelynek harcállásai a fal tetején futnak végig. A portikusz és a kapu védművei szintén rekonstrukciók. Belül a vár egy pincére oszlik, amelyet raktározásra használtak, és amelyet kifinomult hipokausztos fűtési rendszerrel láttak el, valamint a főszintre, ahol a vár legfontosabb helyiségei voltak. Itt egy kerengő veszi körül az udvart, és összeköti az összes fő helyiséget. Ezek közül kiemelkedik a refektórium, a hálóterem, a kápolna és a püspöki lakrész. Ez utóbbiban tizenegy barokk faragott sírfelirat látható Saaremaa nemeseiről.
A 14. század végén és a 15. század elején a várat egy 625 méter hosszú fal vette körül. A 16-17. században a lőfegyverek fejlesztésének köszönhetően további védelmi elemekkel egészítették ki. Erik Dahlbergh tervezte a Vauban-típusú erődítményt olaszbástyákkal és ravelinekkel, amelyek még ma is nagyrészt épek. Amikor az orosz helyőrség 1711-ben, a nagy északi háborút követően elhagyta az erődöt, szándékosan felrobbantották az erődítések nagy részét, de később ezek közül néhányat helyreállítottak. 1861-ben H. Göggingen rigai építész irányításával megkezdődött a bástyák parkká alakítása.

### A konvent épülete
A konvent a késő gótikus stílus csodálatos példája az erődítmények építészetében. A külső rendkívüli szigorúsága és a monumentális nehézkesség szerves egységet alkot az ízléses belső építészeti elemekkel és a díszítéssel, amely egyszerűsége ellenére dominál.
Az egykori kolostorépület oldalhossza 43 m, az északi sarokban álló erőteljes, 7 emeletes védőtorony magassága 37 m. Az 1980-as évek első felében felújították az egész várat körülvevő, 1 méter széles, harckorláttal ellátott gyilokfolyosót. Ez lehetővé tette a védők számára, hogy őrségben vagy védekezés közben könnyedén át tudjanak jutni az egyik szárnyból a másikba. A vár kapuját kellett a leginkább védeni, a védőtorony mellett egy 2 szintes kapuőrző épületet, vagyis oriel-t láthatunk. Az első emeleten található a csapórács emelőszerkezete; a felső emelet nyílásaiból köveket, forró kátrányt vagy vizet dobtak az ellenségre, illetve nyilakat lőttek ki. Ezt a védelmi rendszert más korabeli várak alapján állították helyre; az egyedüli eredeti elemek a dolomitoszlopok, amelyek lehetővé tették a kapu mozgatását.
1876-ban a kapu fölött elhelyezték a Saare-Lääne (Oesel-Wiek) püspökség címerét, amelynek központi alakja egy sas. Innen ered a német Arensburg név, amely azt jelenti: a sas vára. A kapun belépve a kapualjba lépünk, ahol egy 1803-as ágyút állítottak ki. A kapu mellett a falakon nyílások láthatók: ezekbe vízszintes gerendákat lehetne illeszteni, és biztonságosan lezárni a bejáratot. Ilyen nyílásokat láthatunk a püspök hálószobájának falában is. A majdnem négyzet alakú udvart egy középkori keresztelőmedencék motívumaival faragott és díszített váza díszíti.

### Az Őrtorony
A főemelet keleti sarkában egy keskeny lépcső vezet fel az Őrtoronyba (beceneve Magas Herman), amely a vár legrégebbi és legjobban megőrzött része. Az egyetlen bejárat 9 m magasságban nyílik, és egy híd köti össze a főépülettel. A középkorban, amikor az ellenség berontott a várba, a védők a felvonóhíd felhúzása után a toronyba menekülhettek. A hídról nyíló 2. aknára nyílik a kilátás, és itt látható, hogy a torony el lett választva a kastélytól. Kicsit lejjebb látható a kinyúló dansker-t, amelybe a hálóteremből lehet belépni. A felső aknában az őrök mosdójának maradványai láthatók. Az úgynevezett „oroszlángödör” valójában három WC csatornarendszereként szolgált. Az Őrtorony főszintjén egy rácsokkal fedett négyzet alakú nyílást egy 9 méter mély pincébe vezet. Régi történetek szerint néhány túszt tartottak itt, innen ered a torony legnépszerűbb neve, a Börtöntorony. A pincét valójában raktárként használták. A főszint fölött még négy emelet található, közülük háromnak a falában kandallók találhatók.

### A Védelmi torony
A Védelmi torony szenvedte el a legtöbb sérülést a történelem során, és jelentősen átépítették. A második emelet belseje megőrizte a 20. század elejéről származó megjelenését: neogótikus festmények a vakolt falakon, a fő motívum a Buxhoeveden-címer szimbóluma, mázas csempéből és dolomitból készült kandalló, lépcsőház és tölgyfából készült galéria. A 7. emeletre a látogatók biztonsága érdekében új betonlépcső vezet, a nyáron pedig itt üzemel a torony kávézója. A torony falain belül megmaradtak a középkori keskeny lépcsőházak. Eredetileg a lépcsőházak körülbelül 1 méterrel a padló felett kezdődtek. Ez megnehezítette az ellenség számára a torony megtámadását. Az 5. emelet ugyanazon a szinten van, mint a gyilokfolyosók. A falban 2 megőrzött kandalló található, (az egyik az északi, a másik a déli sarokban). A nyugati és keleti sarokban lévő ajtókon keresztül a védők könnyen kijuthattak a falakra. A 6. emelet északkeleti sarkában egy egyedülálló piscina található, amelynek ablakpárkányába 13 gömb lett beágyazva, eredetileg a piscina nyilvánvalóan máshol volt elhelyezve. Nem lehetetlen, hogy a piscina ezen a helyen volt, ha a helyiség ideiglenes templomként szolgált (de ebben az esetben a Védelmi torony régebbi lenne, mint az Őrtorony).

## Galéria

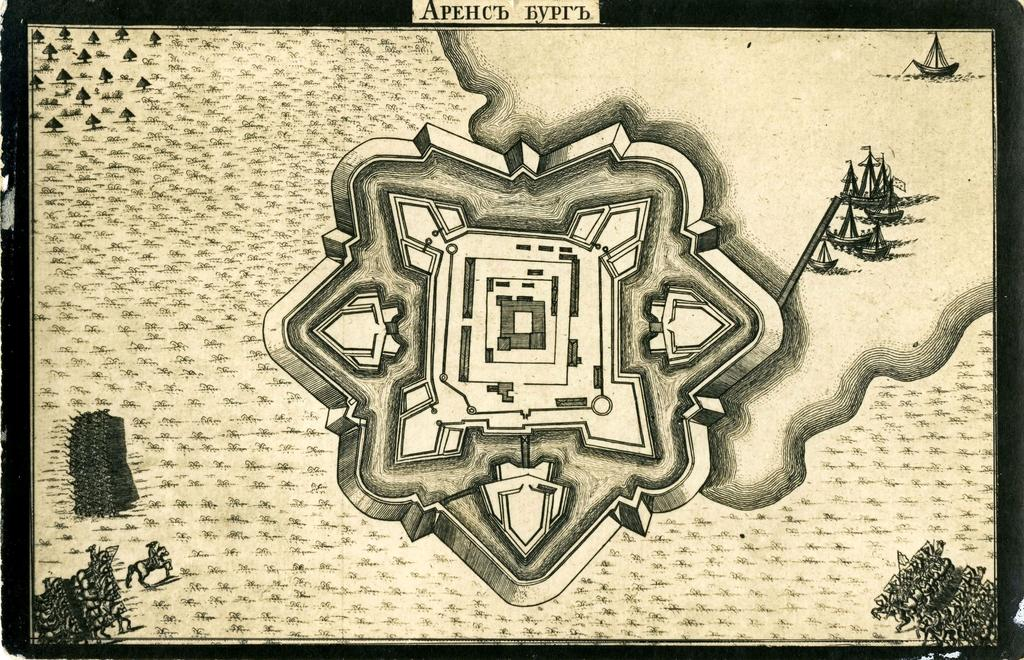
A vár és erődítései 1710-ben
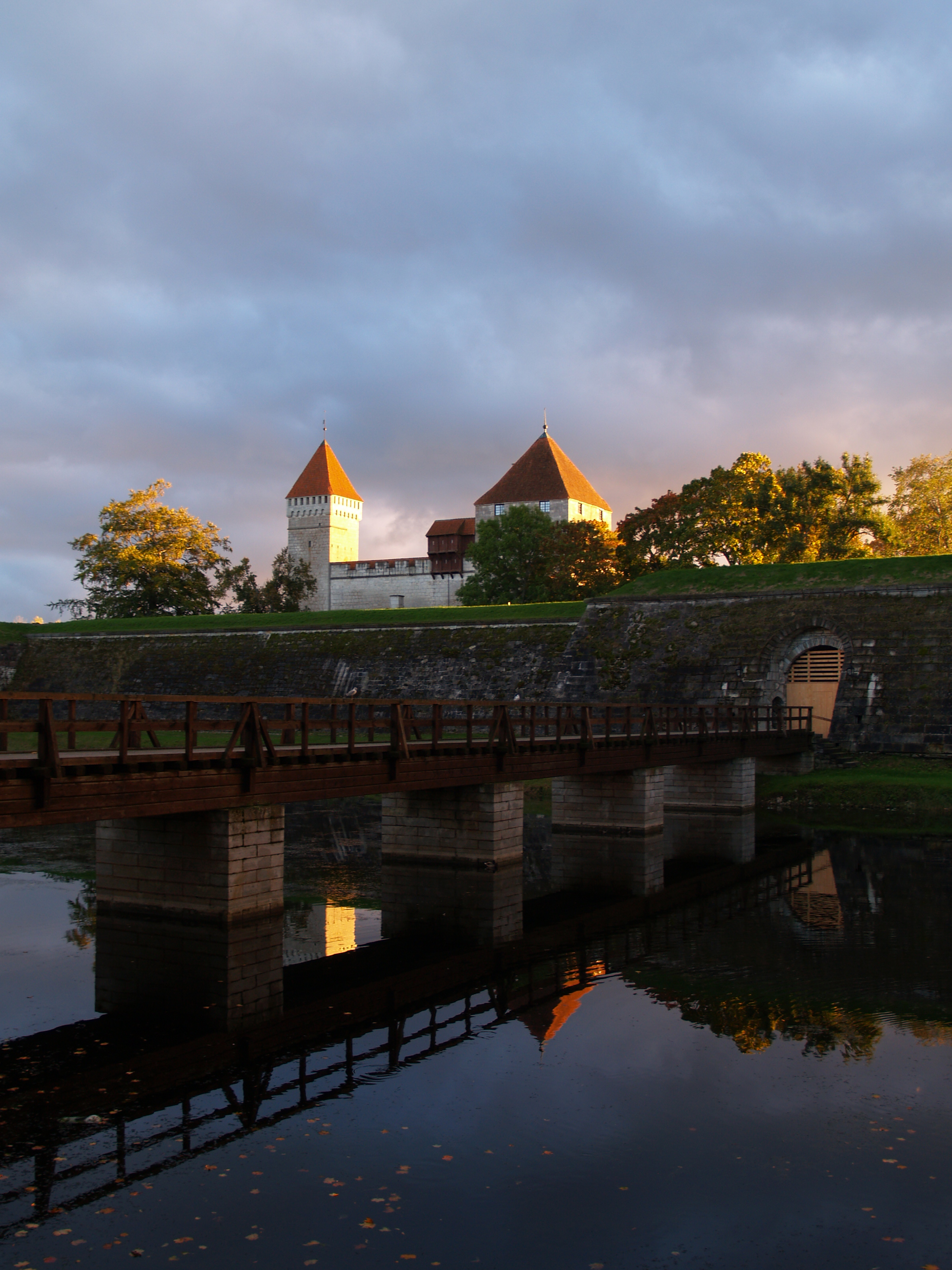
A várhoz vezető híd
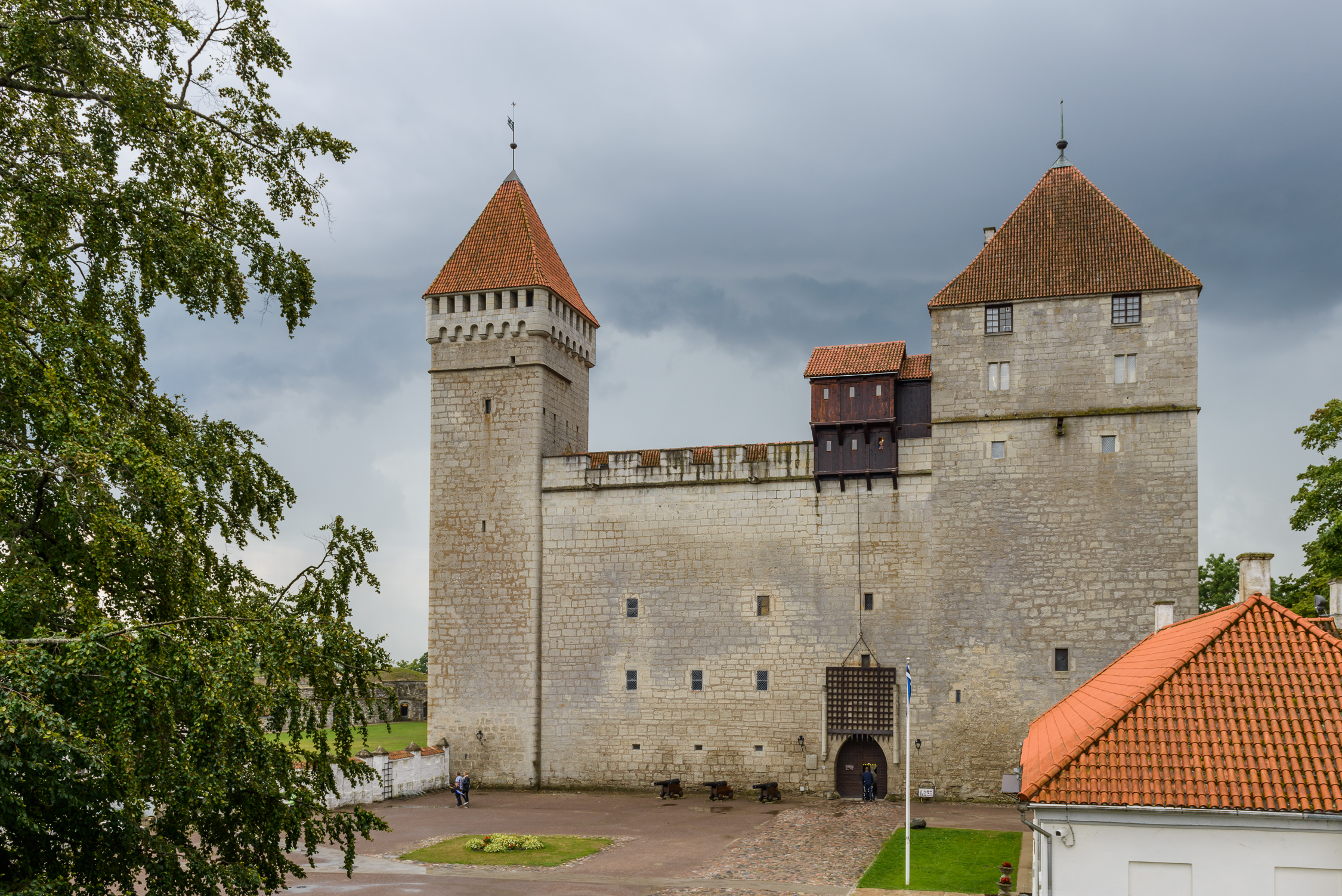
Balról jobbra: az Őrtorony, a kapu őrháza és a Védelmi torony
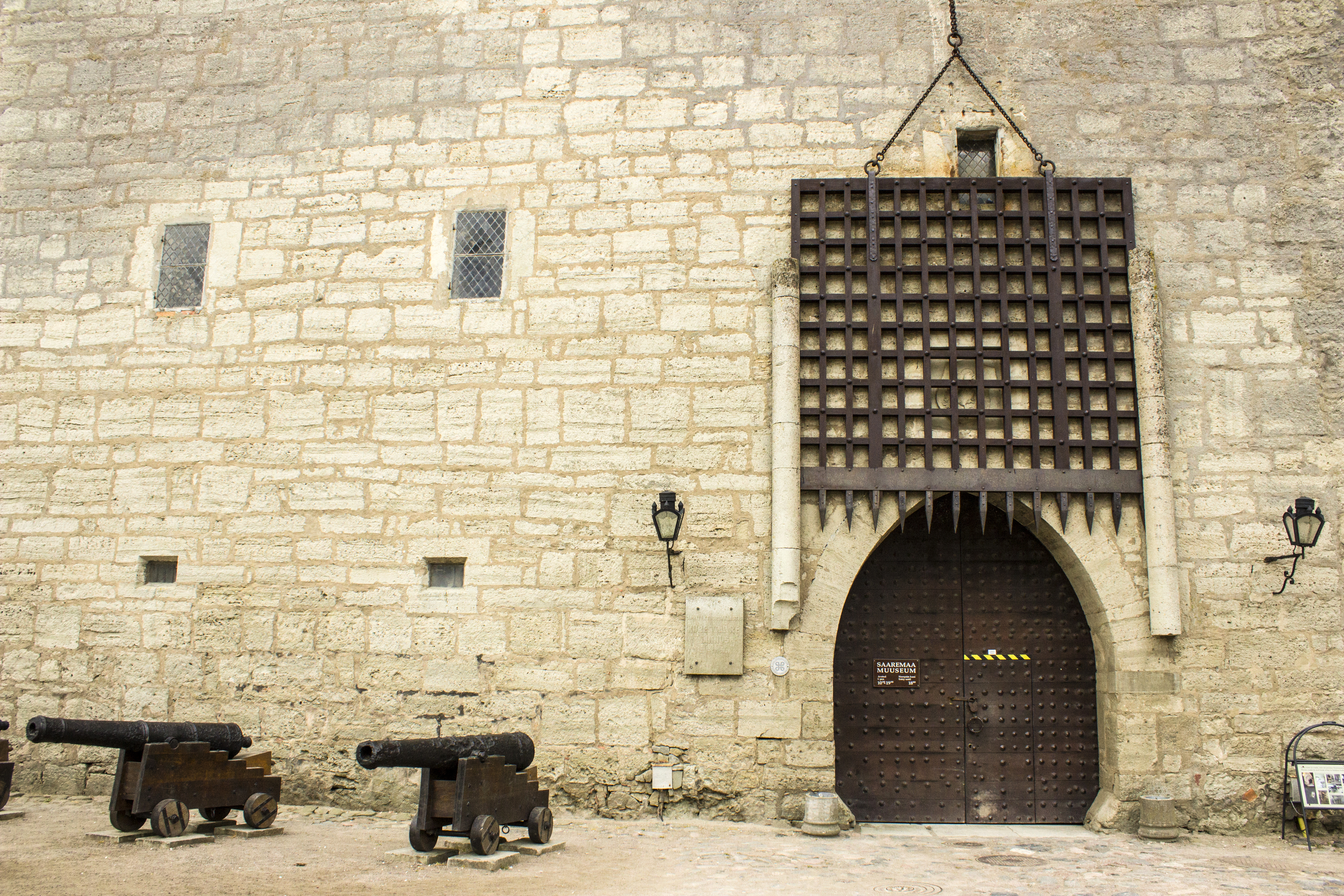
A főbejárat
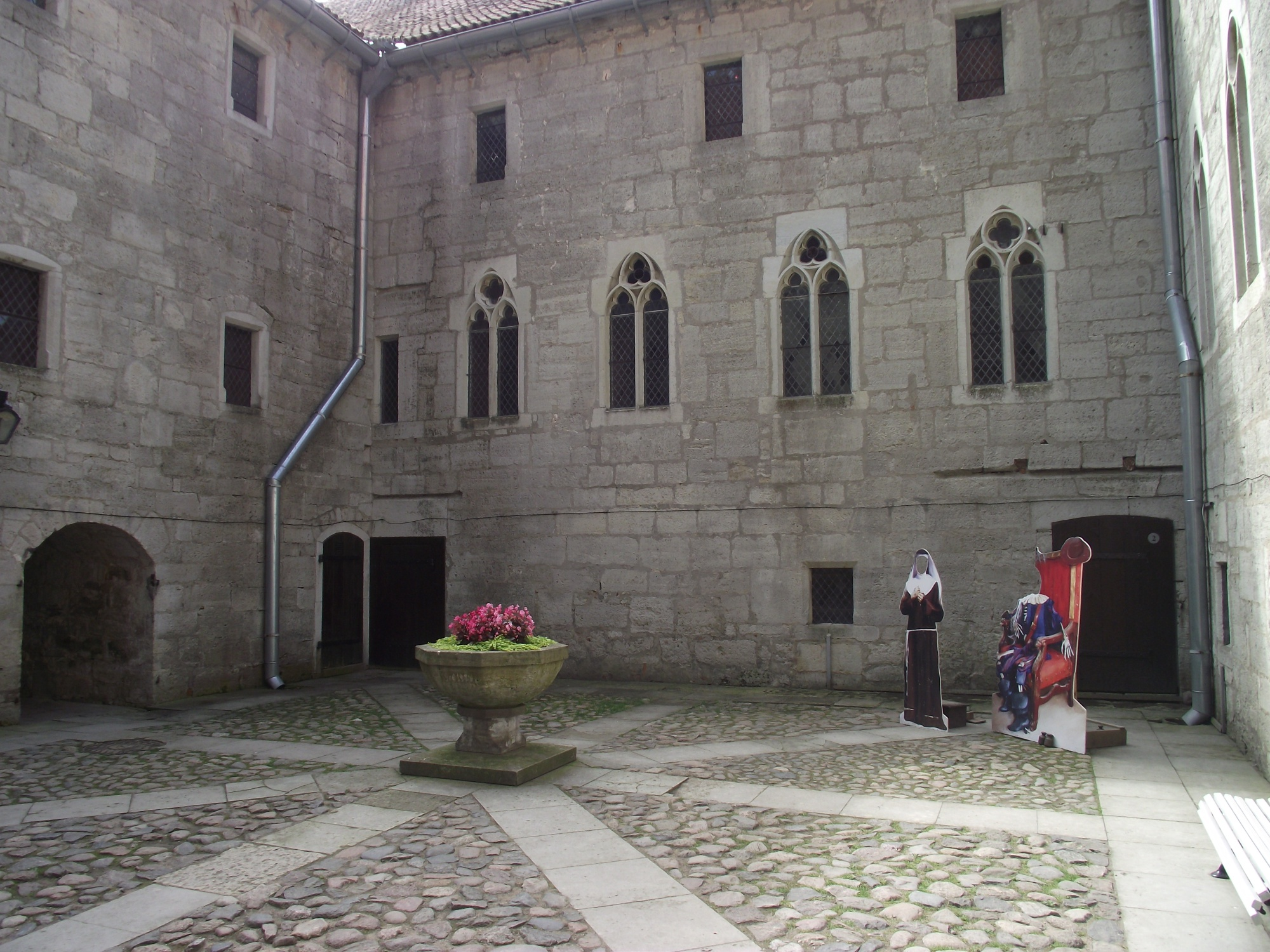
Belső udvar
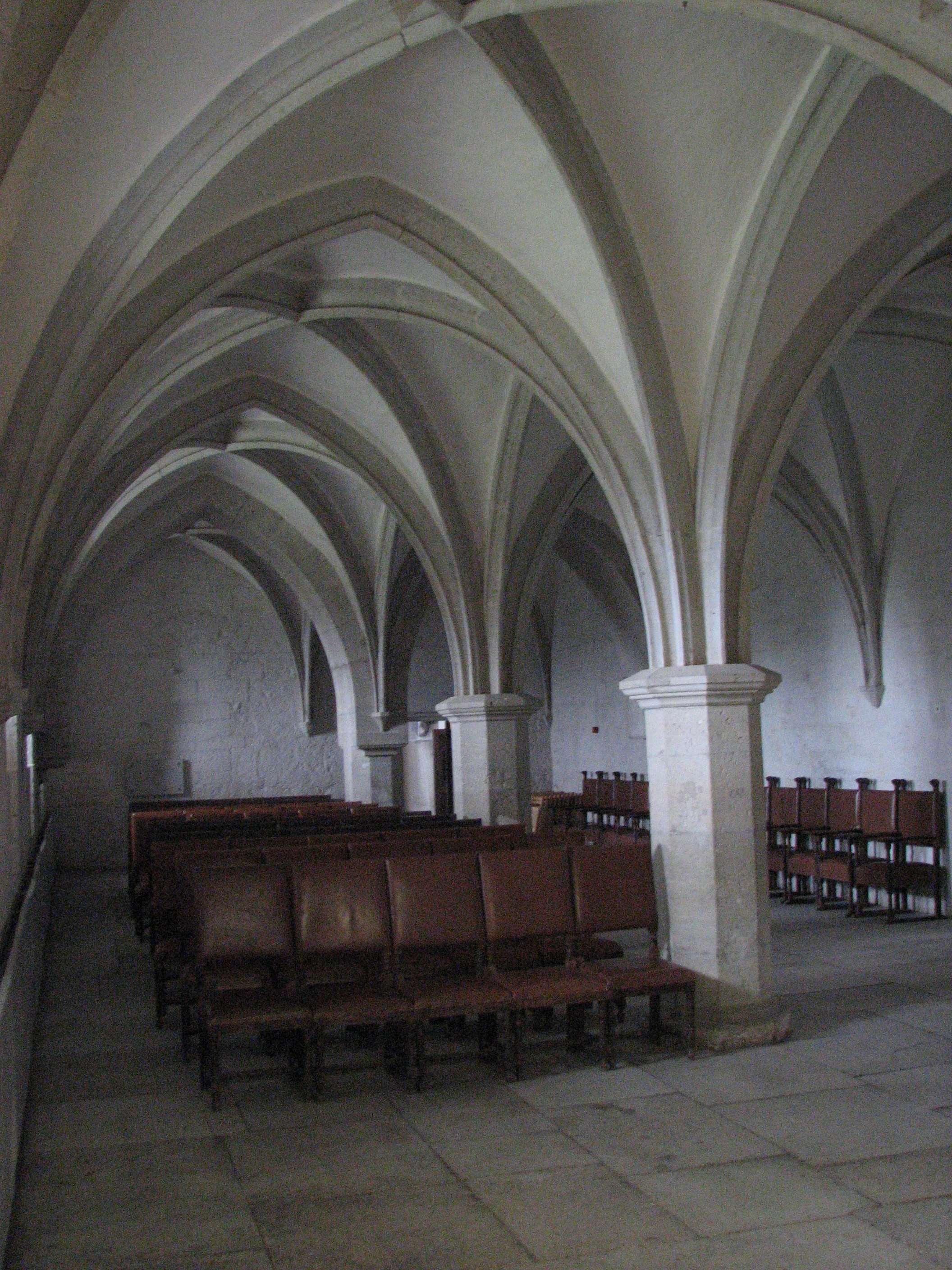
A gótikus várkápolna
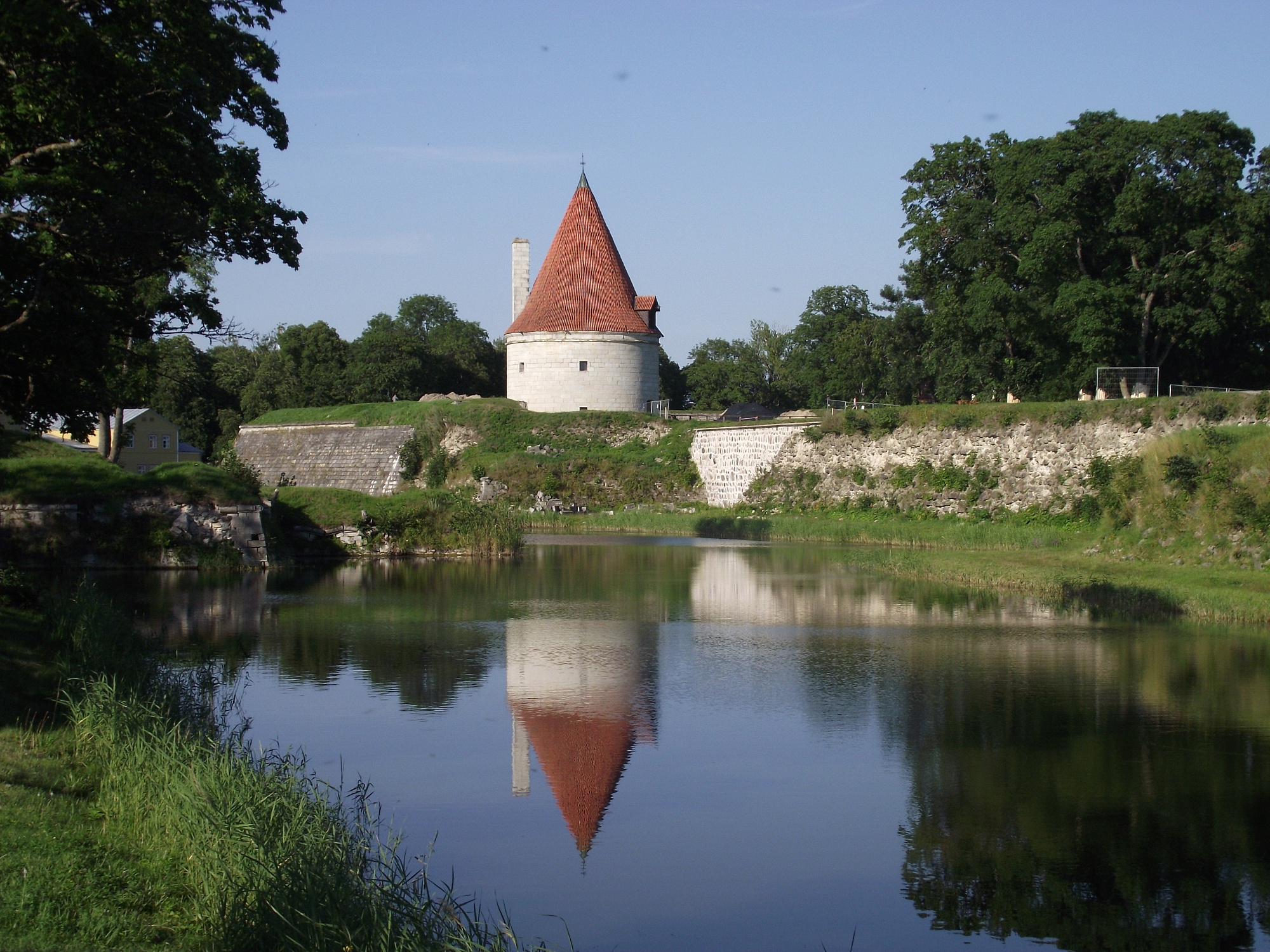
Az északi bástya ágyútornya
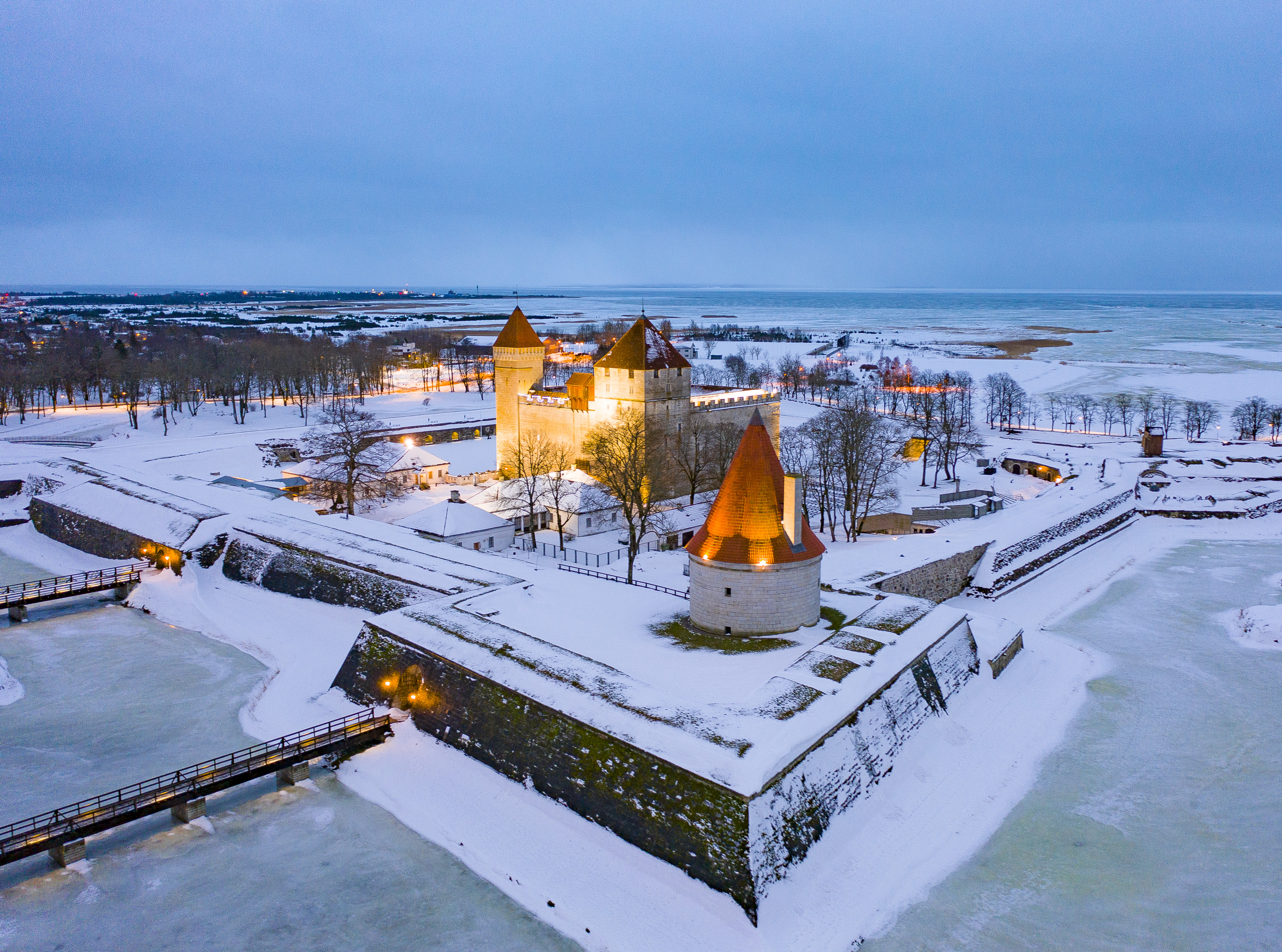
A hólepte erődítmény

## Fordítás
- Ez a szócikk részben vagy egészben  a   Kuressaare Castle című angol Wikipédia-szócikk ezen változatának fordításán alapul.  Az eredeti cikk szerkesztőit annak laptörténete sorolja fel. Ez a jelzés csupán a megfogalmazás eredetét és a szerzői jogokat jelzi, nem szolgál a cikkben szereplő információk forrásmegjelöléseként.